# Honey (canción de Bobby Goldsboro)
"Honey", también conocida como "Honey (I Miss You)", es una canción escrita por Bobby Russell. La produjo por primera vez con el exmiembro de The Kingston Trio, Bob Shane, quien fue el primero en lanzar la canción. Posteriormente fue entregada al cantante estadounidense Bobby Goldsboro, quien la grabó para su álbum de 1968 del mismo nombre, originalmente titulado Pledge of Love. La versión de Goldsboro fue un éxito y alcanzó el número 1 en varios países. 
En la canción, el narrador lamenta la ausencia de su esposa y la canción comienza con él mirando un árbol en su jardín, recordando cómo "era solo una ramita" el día que ella lo plantó. Sólo en el tercer verso se revela finalmente que "un día... vinieron los ángeles" y que su esposa había muerto.

## Composición y grabaciones
"Honey" fue escrita por Bobby Russell, quien se inspiró en un árbol que tenía en el patio delantero de su casa, cuanto notó lo mucho que había crecido mientras escribía la canción una noche. De ahí surgió el primer verso de la canción: "Mira el árbol, qué grande ha crecido...".  Su canción fue grabada por primera vez por Bob Shane de The Kingston Trio, producida por el propio Russell. 
Antes de que se lanzara la grabación de Shane,, Larry Henley de Newbeats le recomendó a Bobby Goldsboro la canción. Sin embargo, Goldsboro pensó que la grabación de Shane estaba sobreproducida con una batería excesiva y que las letras estaban dominadas por la producción.   Sin embargo, Goldsboro necesitaba canciones para grabar, y tanto él como su productor, Bob Montgomery invitaron a Russell a tocar algunas de sus composiciones, entre las que se encontraba "Honey". Después de escuchar la interpretación más sencilla de Russell, acompañada sólo de una guitarra, Goldsboro se interesó y le preguntó si podía hacer una versión de la canción.  Al principio, Russell se mostró reacio, ya que se iba a publicar la versión de Shane, pero finalmente aceptó que Goldsboro pudiera grabarla siempre que su sencillo no compitiera con el disco de Shane. Acordaron retrasar el lanzamiento de la grabación de Goldsboro cuatro semanas.  
La canción fue grabada el 30 de enero de 1968,  con un arreglo de Don Tweedy. Goldsboro más tarde atribuyó el éxito de la canción al arreglo de Tweedy, y creyó que Shane podría haber tenido el mismo éxito con el mismo arreglo.  Según Goldsboro, la sesión de grabación de la canción salió perfectamente en la primera toma y, aunque se grabó una segunda toma, solo para ver si algo estaba mal, salió igual de bien, así que finalmente se utilizó la primera.  

## Lanzamiento
La grabación de Goldsboro fue lanzada como sencillo en Estados Unidos en febrero de 1968. Mientras que la grabación de Shane alcanzó solo el puesto 104 en la lista Bubbling Under,  la versión de Goldsboro fue un éxito inmediato y alcanzó la cima de la lista en abril. Pasó cinco semanas en el número 1 de la lista de sencillos Billboard Hot 100 (la canción número 200 en alcanzar el número 1 en esa lista), del 7 de abril al 11 de mayo, y tres semanas encabezando la lista Hot Country Singles. Fue precedido en el Billboard Hot 100 por " (Sittin' on) the Dock of the Bay " de Otis Redding y fue seguido por " Tighten Up " de Archie Bell & the Drells. Fue el único éxito de Goldsboro que llegó a número uno en las listas de sencillos pop y sencillos country y fue su primera canción en encabezar la lista Adult Contemporany. La revista musical estadounidense Billboard clasificó el disco como la canción número 3 de 1968.
"Honey" alcanzó el número 2 en la lista de sencillos del Reino Unido en su lanzamiento inicial en 1968, y un relanzamiento en 1975 también logró la misma posición.  En Australia, pasó cuatro semanas en el número 1 de las listas ARIA, reemplazando a " Lady Madonna " de los Beatles.

## Recepción
"Honey" tuvo un éxito inmediato y se hizo inmensamente popular. Vendió un millón de copias en sus primeras tres semanas, el disco de venta más rápida en la historia de United Artists.   Fue certificado como disco de oro el 4 de abril de 1968, el mismo día en que Martin Luther King Jr. fue asesinado, un acontecimiento que pudo haber ayudado a las ventas del sencillo.  Fue el disco más vendido en todo el mundo en 1968, incluso más popular que el "Hey Jude" de The Beatles. Fue un éxito cruzado, encabezando las listas de sencillos tanto de pop como de country, una de las tres únicas canciones en lograrlo en la década de 1960.
La grabación fue nominada a dos premios Grammy en 1968 en las categorías de Mejor grabación del año y Mejor interpretación vocal pop contemporánea masculina.  Fue premiada como Canción del Año en 1968 por la Asociación de Música Country. 
Con el paso del tiempo, la canción a veces ha sido descartada o menospreciada, a pesar de la popularidad conseguida en su época. Se la ha llamado "pop inocuo",  "basura con clase",  más "terrible" que Pavarotti,  e, hiperbólicamente, la "peor canción de todos los tiempos".  En una encuesta de 2011, los lectores de la revista Rolling Stone clasificaron a "Honey" como la segunda peor canción de la década de 1960. 

## Otras versiones
Margaret Lewis lanzó una versión de respuesta titulada "Honey (I Missed You Too)", que alcanzó el puesto número 74 en la lista country en 1968.  Don Sebesky grabó una versión instrumental de jazz como un popurrí con el "Concierto para piano n.º 21 de Mozart", alcanzando el puesto número 39 en la lista Adult Contemporany el mismo año.  En 1969, la versión de la canción de OC Smith alcanzó el puesto número 44 en la lista pop, mientras que el cantante Orion grabó una versión que alcanzó el puesto número 89 en la lista country en 1979. 
Andy Williams lanzó una versión para el álbum con el mismo nombre en 1968.
También hubo versiones en otros idiomas. El conocido autor Daniele Pace escribió una letra en italiano titulada "Amore, mi manchi" ("Mi amor, te extraño"). Esta versión fue grabada por Bobby Solo, Peppino Gagliardi, Giuliana Valci y por el propio Goldsboro.
En Suecia, en 1968, Björn Ulvaeus, quien más tarde alcanzaría el éxito mundial como miembro fundador de ABBA, grabó una versión con letras en sueco escritas por Stig Anderson. Se tituló "Raring", que tiene el mismo significado que "Miel".

## Posicionamiento en listas
| Lista (1968)                                     | Puesto |
| ------------------------------------------------ | ------ |
| Australia Go-Set National Top 40                 | 1      |
| Austria (Ö3 Austria Top 40)                      | 9      |
| Bélgica (Valonia) (Ultratop 50)                  | 18     |
| Bélgica (Flandes) (Ultratop 50)                  | 5      |
| Canadá (RPM Top Singles)                         | 1      |
| Italia (Musica e Dischi)                         | 20     |
| Irlanda (IRMA)                                   | 1      |
| Países Bajos (Mega Single Top 100)               | 5      |
| Nueva Zelanda (Listener)                         | 1      |
| Noruega (VG-lista)                               | 4      |
| Reino Unido (Official Charts Company)            | 2      |
| Estados Unidos (Hot Country Songs)               | 1      |
| Estados Unidos (Billboard Hot 100)               | 1      |
| Estados Unidos (Adult Contemporary)              | 1      |
| Alemania Occidental (Offizielle Deutsche Charts) | 8      |